# Maria Siemionow
Maria Siemionow (* 3. Mai 1950) ist eine polnische Chirurgin. Sie ist derzeit Professor für Chirurgie in der Abteilung für Chirurgie an der Cleveland Clinic Lerner College of Medicine und Direktor der Plastic Surgery Research and Head of Microsurgery Training in der Cleveland Clinic. Im Dezember 2008 leitete sie das Ärzteteam, das in einer 22-Stunden-Operation die erste Gesichtstransplantation in den Vereinigten Staaten durchführte, in der 80 % des Gesichts transplantiert wurden. Siemionow absolvierte 1974 ein Medizinstudium an der Medizinischen Universität Posen in Polen und promovierte in der Mikrochirurgie ebenda.
Sie ist auswärtiges Mitglied der Polnischen Akademie der Gelehrsamkeit (PAU) in Krakau.